# Hulín (Jesenice)
Hulín je malá vesnice, část obce Jesenice v okrese Příbram ve Středočeském kraji. Nachází se asi půl kilometru severovýchodně od Jesenice. Je zde evidováno 8 adres. V roce 2011 zde trvale žilo dvacet obyvatel.
Hulín leží v katastrálním území Mezné o výměře 2,83 km².

## Historie
První písemná zmínka o vesnici pochází z roku 1497.

## Obyvatelstvo
| Rok            | 1869 | 1880 | 1890 | 1900 | 1910 | 1921 | 1930 | 1950 | 1961 | 1970 | 1980 | 1991 | 2001 | 2011 | 2021 |
| -------------- | ---- | ---- | ---- | ---- | ---- | ---- | ---- | ---- | ---- | ---- | ---- | ---- | ---- | ---- | ---- |
| Počet obyvatel | 67   | 69   | 57   | 59   | 46   | 31   | 41   | 23   | 32   | 29   | 23   | 26   | 25   | 20   | 26   |
| Počet domů     | 9    | 8    | 8    | 7    | 8    | 7    | 7    | 6    | 5    | 5    | 4    | 7    | 7    | 7    | 8    |

## Obecní správa
Při sčítání lidu v letech 1850–1909 Hulín byl osadou obce Kosova Hora v okrese Sedlčany. V letech 1910–1975 byl osadou obce Vysoká, se kterým patřil nejprve do okresu Sedlčany, ale od roku 1960 v okrese Příbram. Od 1. července 1975 je částí obce Jesenice v okrese Příbram.

## Galerie

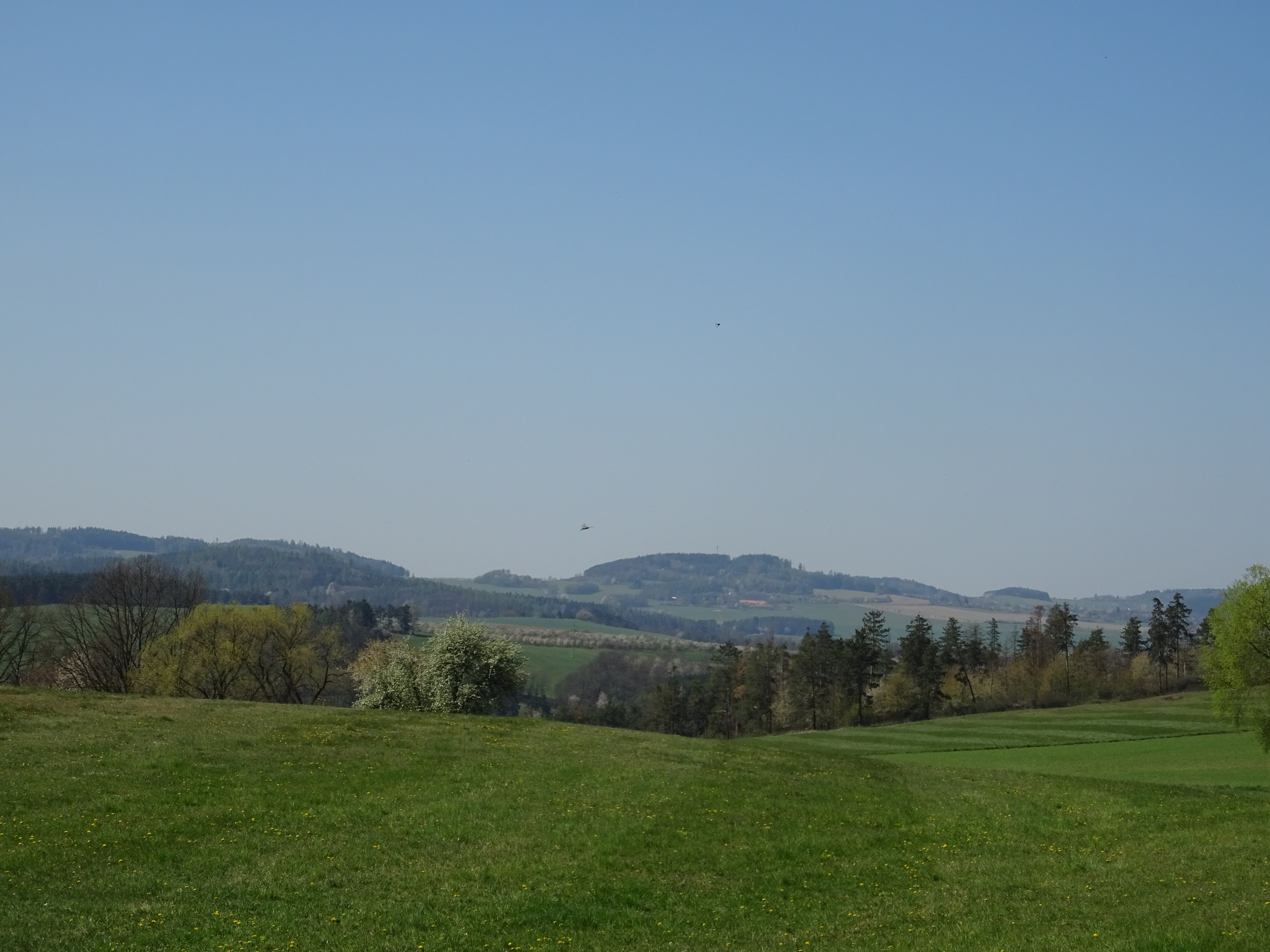
Okolní krajina
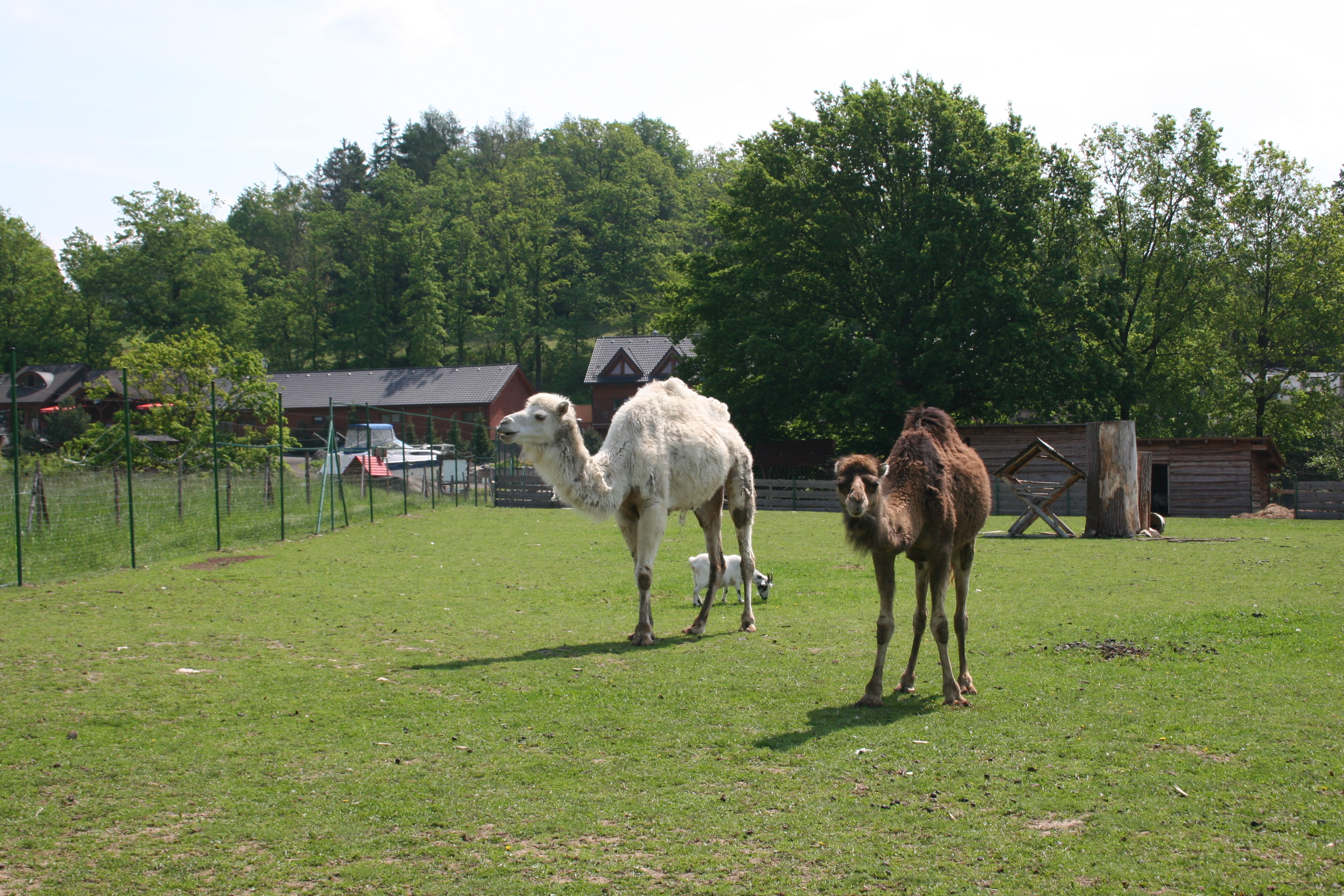
Velbloudi z místní farmy
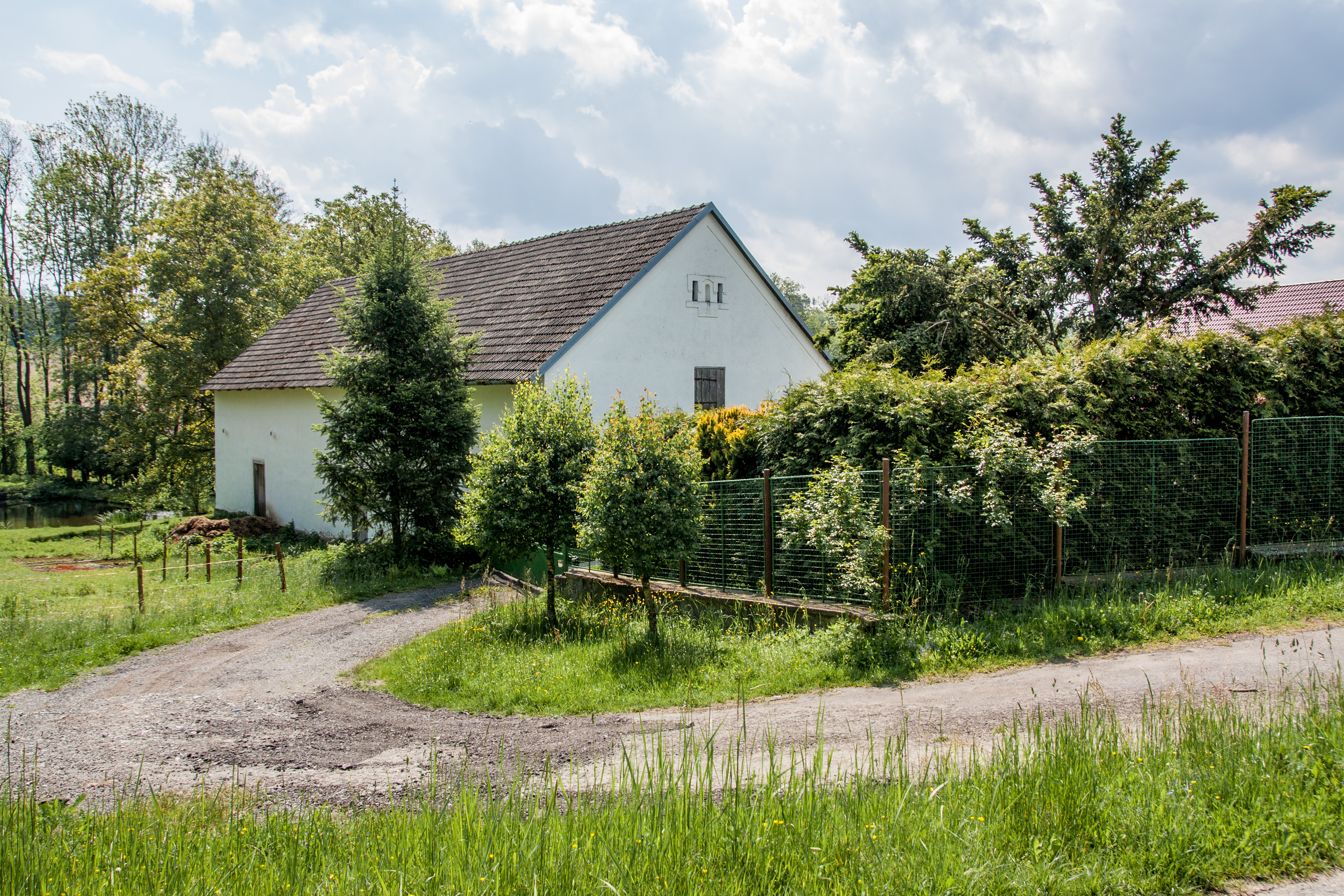
Dům